# Crypsotidia remanei
Crypsotidia remanei là một loài bướm đêm trong họ Erebidae.